# Boris Pašanski
Boris Pašanski (serbisch-kyrillisch Борис Пашански; * 3. November 1982 in Belgrad, SR Serbien) ist ein ehemaliger serbischer Tennisspieler. Er war vor allem auf Sand und auf der ATP Challenger Tour erfolgreich, alle seine Titel gewann er dort und auf diesem Belag.

## Karriere
Boris Pašanski begann mit sieben Jahren mit dem Tennisspielen. Er spielte bereits auf der ITF Junior Tour recht erfolgreich und erreichte dort u. das Hauptfeld von drei der vier Junior-Grand-Slams. Seine beste Platzierung war der 22. Rang im März 2000.
2001 begann seine Karriere auf der Profi-Tour, wo er zunächst auf der drittklassigen ITF Future Tour spielte. Ab 2003, nach seinem Finaleinzug beim Challenger von Ljubljana, spielte er regelmäßig Challengers, Ende des Jahres erstmals Qualifikationen zu Turnieren der ATP World Tour. Im Juli 2004 gewann Pašanski seinen ersten Challenger in Tampere.
2005 wurde das erfolgreichste Jahr des Serben, er gewann insgesamt fünf Challengers und stand in weiteren vier Finals, sodass er in der Weltrangliste im Einzel in die Top 100 einzog. Durch sein verbessertes Ranking konnte er Turniere auf der ATP World Tour spielen. Zunächst konnte er auch dort gute Ergebnisse erreichen – drei Viertelfinals in Folge und das anschließende Karrierehoch mit Rang 55 – dann gewann er jedoch kaum noch Matches und musste wieder bei Challengers antreten. Trotzdem spielte Pašanski 2006 bei allen vier Grand-Slam-Turnieren, wobei er in seiner Karriere nur 2006 bei den Australian Open die erste Runde überstand. Im Doppel erreichte er in Buenos Aires außerdem sein einziges Finale der World Tour.
2007 gewann er den letzten seiner sieben Challenger-Titel im Einzel und konnte das Jahr auf Rang 95 abschließen. In der Folge spielte er hauptsächlich Challengers und rutschte in der Weltrangliste kontinuierlich ab, sodass er sich auch bei Challengers durch die Qualifikation kämpfen musste. Er erreichte 2010 in Neapel eine Überraschung, als er den Top-50-Spieler Potito Starace in Neapel besiegte und das Finale erreichte. Im Oktober 2014 beendete er nach seiner Niederlage in der Qualifikation von Genf seine Profikarriere.
2003 gab er sein Debüt für die serbische Davis-Cup-Mannschaft. Insgesamt wurde er sechsmal in die Mannschaft berufen und spielte neun Einzel, von denen er sechs gewann. Sein letzter Einsatz datiert auf das Jahr 2013.
Im November 2017 wurde bekannt, dass Pašanski der neue Trainer seines Landsmanns Viktor Troicki wird.

## Erfolge
| Legende (Anzahl der Siege)  |
| Grand Slam                  |
| ATP World Tour Finals       |
| ATP World Tour Masters 1000 |
| ATP World Tour 500          |
| ATP World Tour 250          |
| ATP Challenger Tour (11)    |

### Einzel

#### Turniersiege
| Nr. | Datum              | Turnier           | Belag | Finalgegner       | Ergebnis       |
| --- | ------------------ | ----------------- | ----- | ----------------- | -------------- |
| 1.  | 25. Juli 2004      | Tampere (1)       | Sand  | Éric Prodon       | 6:2, 3:6, 6:2  |
| 2.  | 9. Juli 2005       | Budaörs           | Sand  | Vasilis Mazarakis | 6:3, 6:2       |
| 3.  | 24. Juli 2005      | Tampere (2)       | Sand  | Roko Karanušić    | 7:65, 4:6, 7:5 |
| 4.  | 20. August 2005    | Samarqand         | Sand  | Vasilis Mazarakis | 6:3, 6:2       |
| 5.  | 17. September 2005 | Budapest          | Sand  | Vasilis Mazarakis | 4:6, 6:3, 6:0  |
| 6.  | 20. November 2005  | Aracaju           | Sand  | Nicolás Lapentti  | 7:69, 7:5      |
| 7.  | 29. Januar 2006    | Santiago de Chile | Sand  | Paul Capdeville   | 6:2, 7:69      |
| 8.  | 1. September 2007  | Tscherkassy       | Sand  | Santiago Ventura  | 7:5, 7:67      |

### Doppel

#### Turniersiege
| Nr. | Datum              | Turnier  | Belag | Partner         | Finalgegner                         | Ergebnis          |
| --- | ------------------ | -------- | ----- | --------------- | ----------------------------------- | ----------------- |
| 1.  | 23. August 2008    | Manerbio | Sand  | Thomas Fabbiano | Massimo Dell’Acqua Alessio di Mauro | 7:67, 7:5         |
| 2.  | 2. November 2008   | Cali     | Sand  | Daniel Köllerer | Diego Junqueira Peter Luczak        | 6:74, 6:4, [10:4] |
| 3.  | 14. September 2012 | Sevilla  | Sand  | Nikola Ćirić    | Stephan Fransen Jesse Huta Galung   | 5:7, 6:4, [10:6]  |

#### Finalteilnahmen
| Nr. | Datum            | Turnier      | Belag | Partner           | Finalgegner                  | Ergebnis |
| --- | ---------------- | ------------ | ----- | ----------------- | ---------------------------- | -------- |
| 1.  | 26. Februar 2006 | Buenos Aires | Sand  | Vasilis Mazarakis | František Čermák Leoš Friedl | 1:6, 2:6 |